# Urs Sury (Schultheiss, um 1528)
Urs Sury der Jüngere (* um 1528 in Solothurn; † 1593 ebenda; heimatberechtigt ebenda) war ein Solothurner Schultheiss und Landvogt.

## Leben und Wirken
Urs Sury wurde um 1528 in Solothurn geboren. Seine Eltern waren der Grossrat Niklaus Sury und Agnes Wagner. Er heiratete Margaretha Zeltner und in zweiter Ehe Katharina Meister.
Sury wurde 1549 Solothurner Grossrat, 1563 Jungrat, 1570 Altrat und 1571 Seckelmeister. Von 1552 bis 1557 war er Vogt zu Thierstein, von 1560 bis 1562 Landvogt im Maggiatal und von 1563 bis 1569 Vogt von Gösgen. Sury diente als Hauptmann 1558 unter Oberst Wilhelm Frölich in der Picardie und 1570 in Frankreich. Er wurde 1578 Schultheiss, wobei er dem ranghöheren Venner Stephan Schwaller vorgezogen wurde. Im folgenden Jahr setzte er sich für den Vertrag von Solothurn zum Schutz Genfs ein. Sury vertrat danach «stets» die Interessen Frankreichs und bezog in Solothurn die höchste französische Pension.

## Belege
1. 1 2  Erich Meyer: Urs Sury (der Jüngere). In: Historisches Lexikon der Schweiz.  25. Juli 2012.

| Personendaten    | Personendaten                        |
| ---------------- | ------------------------------------ |
| NAME             | Sury, Urs                            |
| ALTERNATIVNAMEN  | Sury, Urs der Jüngere                |
| KURZBESCHREIBUNG | Solothurner Schultheiss und Landvogt |
| GEBURTSDATUM     | 1528                                 |
| GEBURTSORT       | Solothurn, Schweiz                   |
| STERBEDATUM      | 1593                                 |
| STERBEORT        | Solothurn, Schweiz                   |